# Pixlr
Pixlr은 이미지 편집 툴·기능을 갖춘 통합 클라우드 플랫폼이다. 디자인 비기너도 쉽게 조작할 수 있는 심플한 편집툴부터 전문가 맞춤 프로 편집툴까지 다양한 서비스를 갖췄다. [1] 무료, 프리미엄, 크리이티브 팩 플랜들로 니즈에 맞춰 서비스를 이용해보세요.
Pixlr 플랫폼은 데스크톱, 스마트폰, 태블릿에서 다양하게 이용 가능하다. 또한 JPG, PNG, WEBP, GIF, PSD (포토샵 문서), PXZ (Pixlr 프로젝트 전용 확장명) 등 다양한 확장 작업 환경을 지원한다.
지난 2021년 12월에는 새로운 로고와 함께 브러쉬, 힐링 툴, 애니메이션, 배치 대량 업로드 기능을 선보였다.브러쉬 기능을 통해 손그림 효과를 낼 수 있다. 힐링 툴의 경우, 이미지 내 불필요한 요소를 지울 수 있다 반면 애니메이션 기능의 경우 편집한 소스에 모션효과를 추가할 수 있다. ]배치 대량 업로드 기능을 통해 50컷의 이미지를 동시 작업할 수 있다.

## 역사
Pixlr는 2008년 스웨덴 개발자 Ola Sevandersson에 의해 설립되었다. 2011년 7월 후 Autodesk 기업에서 Pixlr을 인수하였다.  123RF에서 Autodesk Pxilr을 인수하며 Sevandersson 창업자 또한 123RF와 함께 하게 되었다
2019년, Pixlr 플랫폼은 Pixlr X, Pixlr E, Pixlr M. 2022년에  다양한 유저 니즈에 따라 세분화되어 새롭게 리브랜딩되었으며 Pixlr 전용 NFT를 Pixlr Genesis 아트 뮤지엄을 론칭하였다.